# Refuge faunique national Hakalau Forest
Le refuge faunique national Hakalau Forest (anglais : Hakalau Forest National Wildlife Refuge) est un refuge faunique national située sur l'île d'Hawaï. L'accès à la forêt est limité en raison de la présence de nombreuses espèces menacées. Elle est administrée par le United States Fish and Wildlife Service.

## Géographie
La Hakalau Forest partage sa limite nord avec la réserve naturelle d'État Laupāhoehoe.

## Histoire
Le refuge a été créé en 1985 avec une superficie de 132,47 km2. Depuis 1989, 400 000 koa, Metrosideros polymorpha et autres plantes à fleurs ont été plantés lors du programme de reboisement du refuge. En 1997, 21 km2 ont été acquis dans la forêt Kona, à l'ouest du Mauna Loa.

## Patrimoine naturel
Hakalau Forest possède l'une des forêts tropicales humides les mieux conservées de l'étage montagnard d'Hawaï. Les versants sous 1 200 m d'altitude reçoivent 6 400 mm de pluie par année. Les tourbières, les fougères et une forêt rabougri dominent le paysage. Au-dessus de 1 400 m d'altitude, les précipitations décroissent à 3 800 mm. La forêt forme à cette altitude une canopée de Koa (Acacia koa) et de Metrosideros polymorpha. Au-dessus de 1 800 m d'altitude, les précipitations décroissent à 2 500 mm. La forêt est alors composée d'une friche où elle est en contact avec des plantes exotiques introduites pour le pâturage.
Huit des quatorze espèces d'oiseaux indigènes de Hakalau Forest sont menacées. On y rencontre 13 espèces d'oiseaux migrateurs et 20 espèces introduites, dont huit pour la chasse, ainsi que la sous-espèce semotus de la chauve-souris cendrée (Lasiurus cinereus semotus) fréquentent le refuge. 23 plantes rares sont présentes dans le refuge, dont 12 sont considérées comme menacées.

## Tourisme
Seule l'unité Upper Maulua est ouverte au public. L'accès est permis les samedis, dimanches et jours fériés. Une réservation est nécessaire pour visiter le refuge et les activités permises sont la randonnée pédestre, la photographie et l’observation ornithologique.

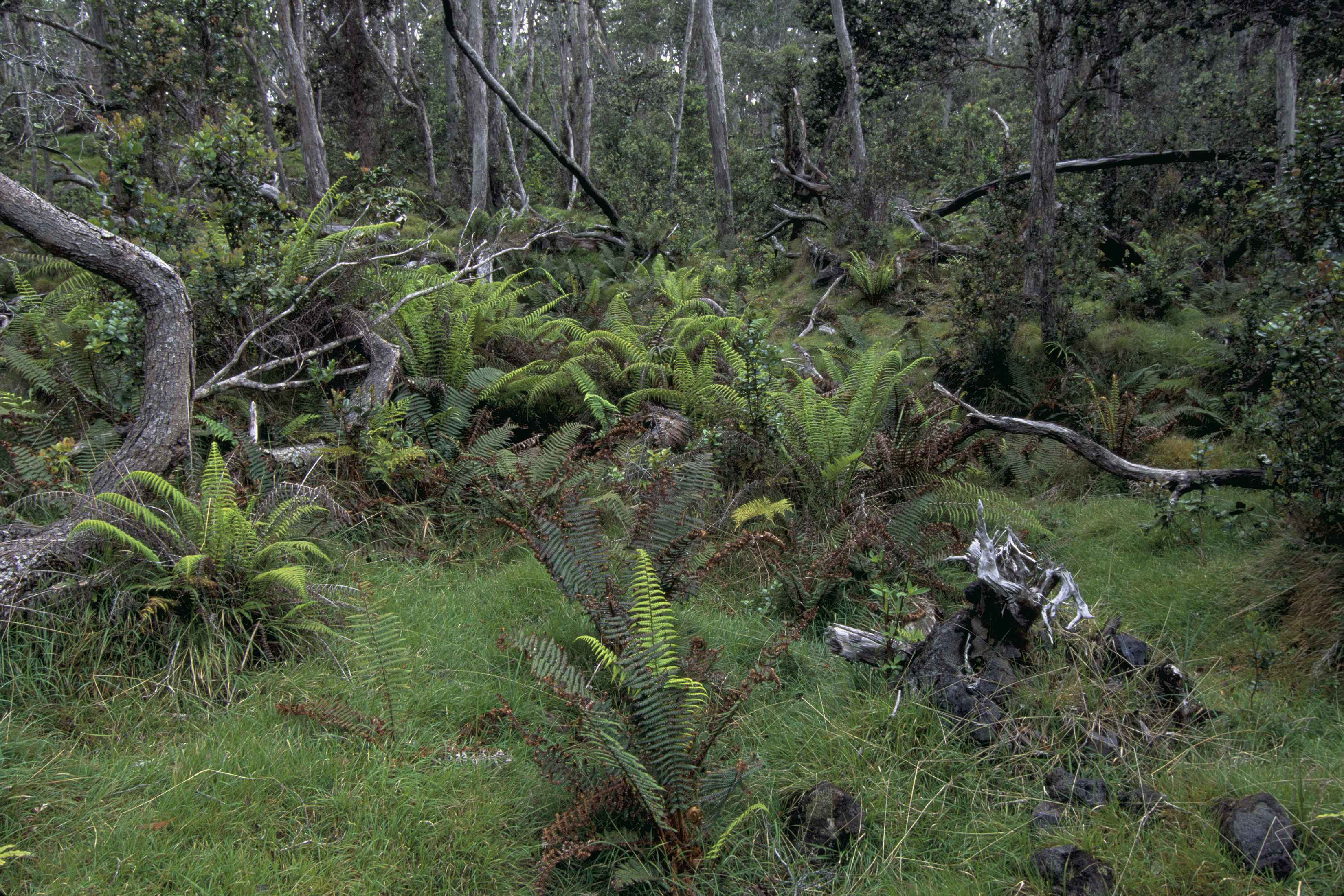
Végétation
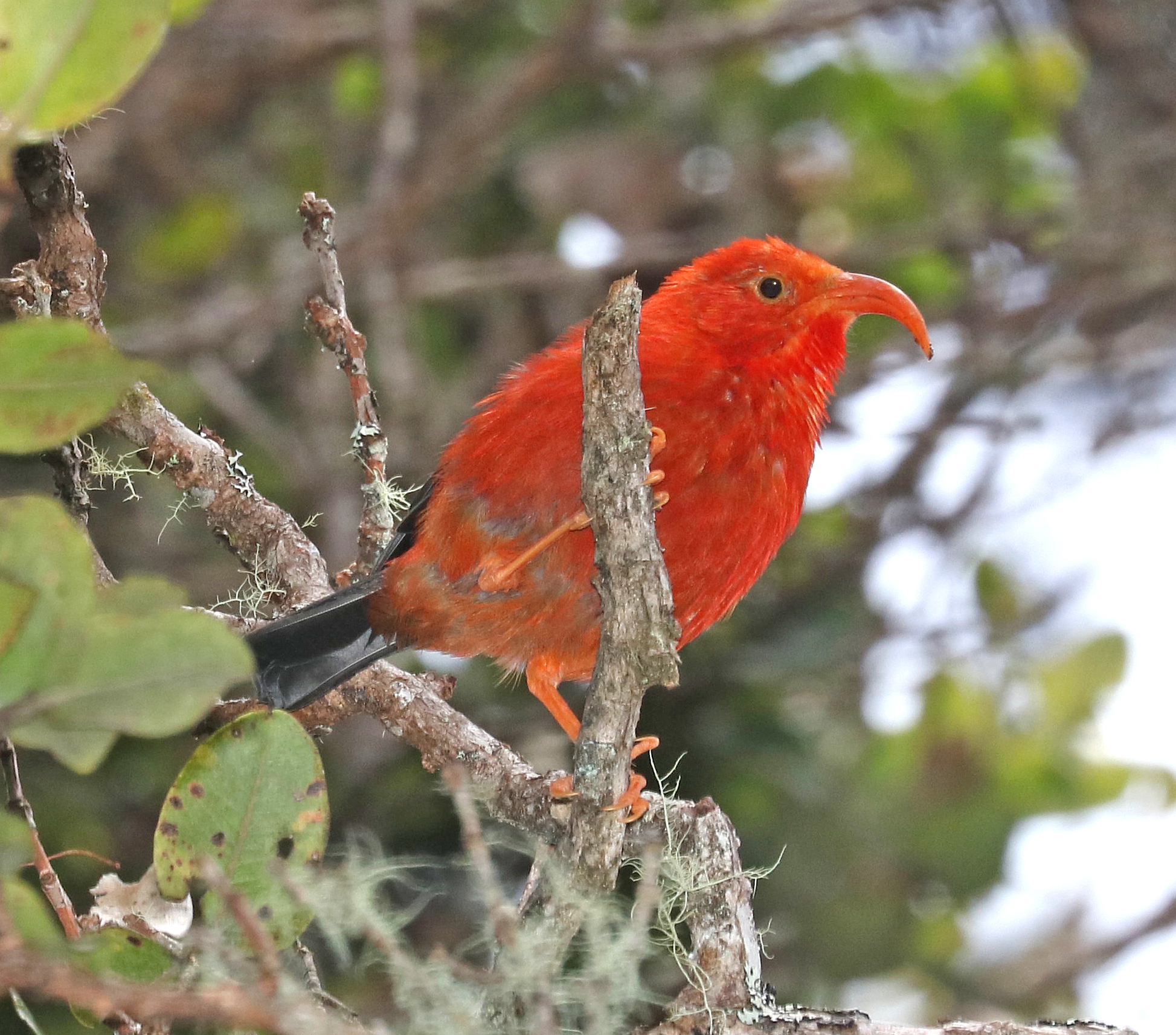
I'iwi
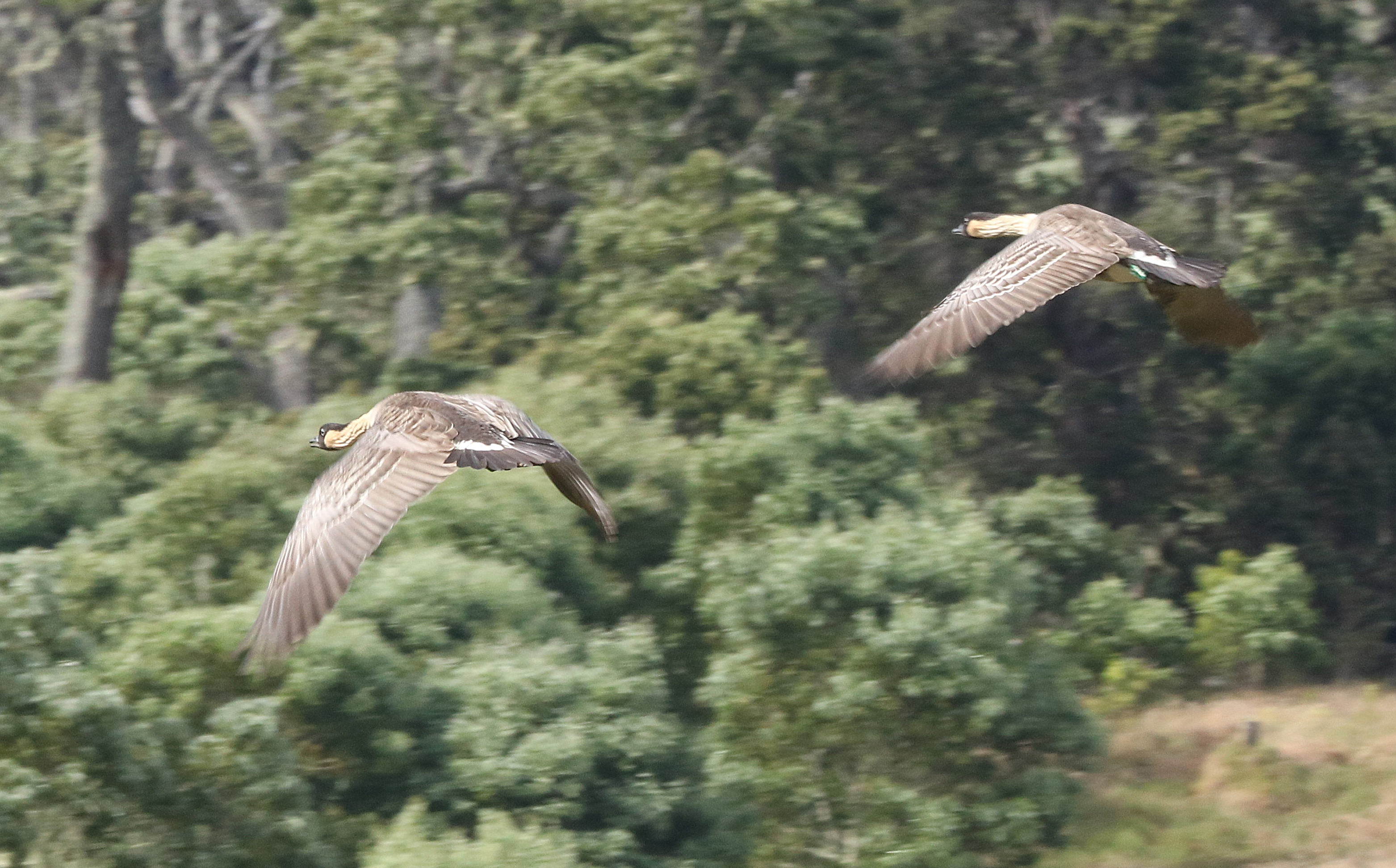
Bernache néné
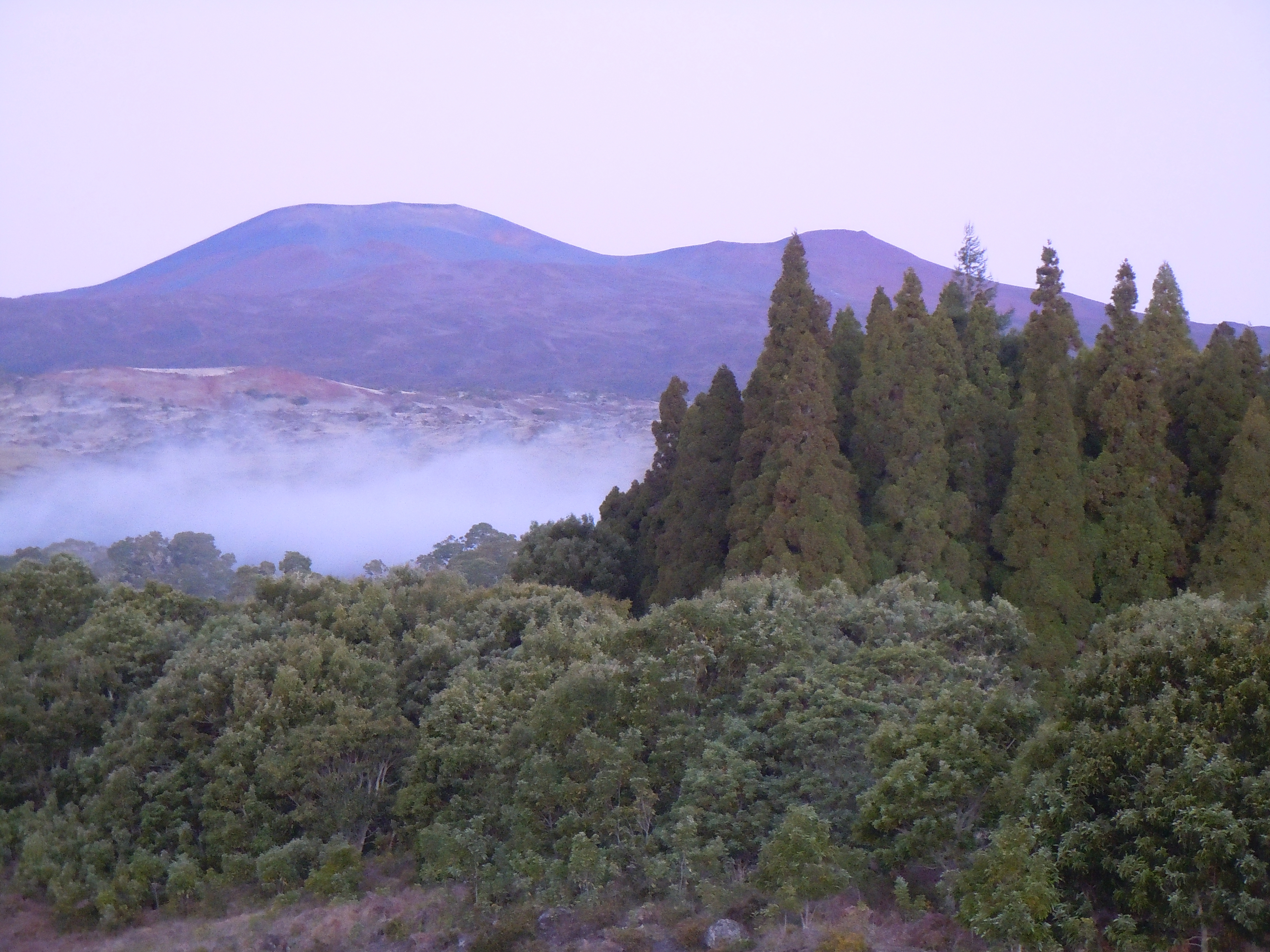
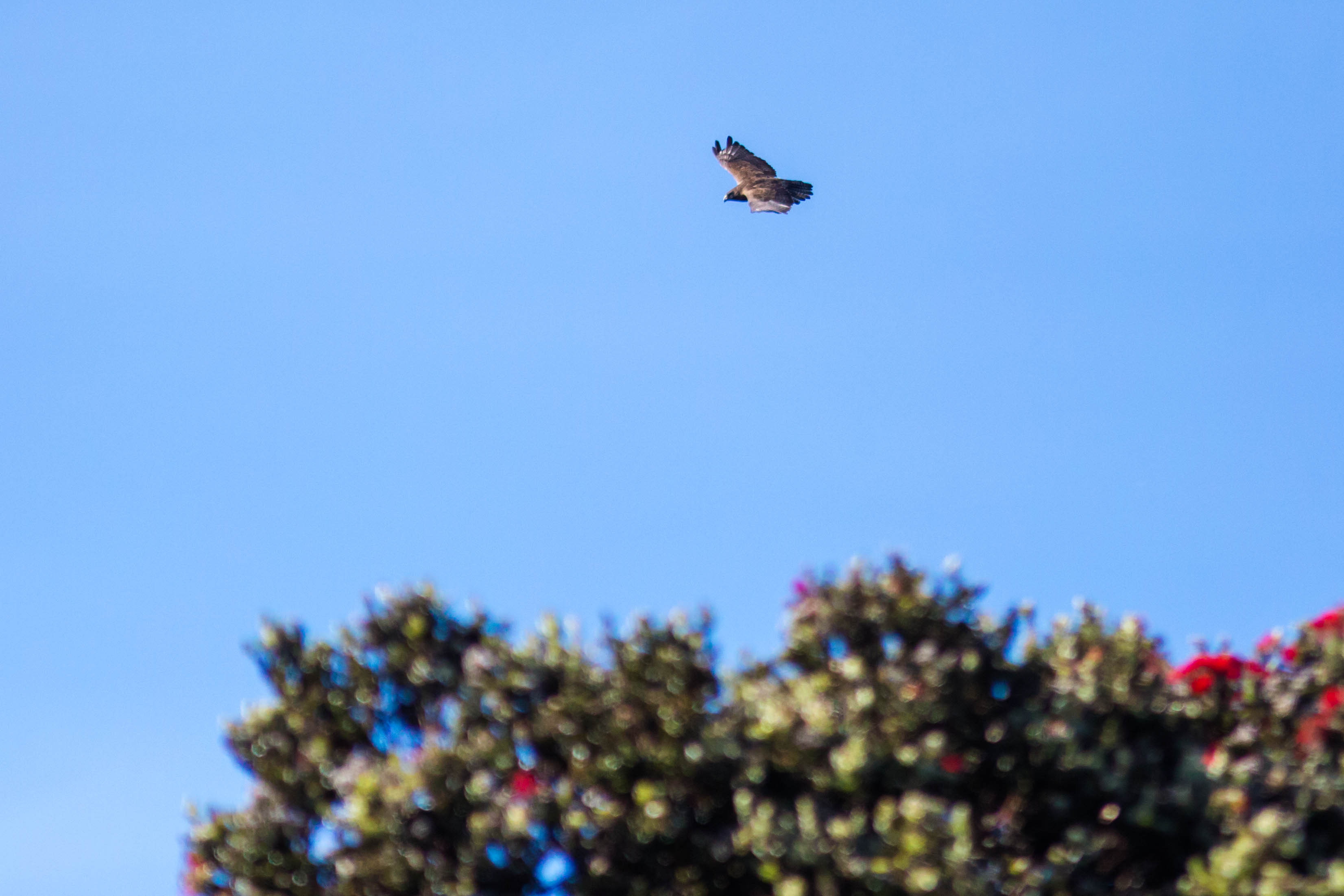
Aigle de Hawaii